# An Imaginary Elopement
An Imaginary Elopement è un cortometraggio del 1911. Il nome del regista non è riportato nei titoli. È l'unico film girato da Maude Burns.

## Produzione
Il film fu prodotto dall'Independent Moving Pictures Co. of America (IMP)

## Distribuzione
Il film uscì nelle sale il 2 febbraio 1911, distribuito dalla Motion Picture Distributors and Sales Company.